# Cheilosia mutini
Cheilosia mutini är en tvåvingeart som beskrevs av Barkalov 1984. Cheilosia mutini ingår i släktet örtblomflugor, och familjen blomflugor. Inga underarter finns listade i Catalogue of Life.